# My Słowianie
„My Słowianie – We Are Slavic“ je píseň hudebního producenta Witolda „Donatana” Czamary a zpěvačky Joanny „Cleo” Klepko, která byla vydána 4. listopadu 2013 roku pod hudebním vydavatelstvím Urban Rec. Píseň pochází z alba Hiper/Chimera.

## Historie skladby

### Nahrávání
Kompozice se nese ve stylu hip-hopu s prvky folku a R&B. Nahrávání písně proběhlo v Krakově v nahrávacím studiu Gorycki & Sznyterman. O mixing a mastering se postaral Jarosław „Jaro” Baran, který je známý svým účinkováním ve skupině Deligh. Nahrávání se zúčastnila také violistka Magdalena Brudzińska, členka kapely Sirrah a Jacek Kopiec, který hrál na akordeon.
Dne 9. února byla vydána anglická verze „Slavic Girls”. Dne 6. května byl uveden do prodeje singl obsahující i remixy „My Słowianie” v polském a anglickém jazyce.

### Videoklip
V listopadu 2013 byl publikován hudební videoklip k písni, který režíroval Piotr Smoleński podle scénáře Donatana. Videoklip byl natočen v Zemědělském muzeu Krzysztofa Kluka v Ciechanowcu, během kterého vystoupil Soubor písní a tanců z Varšavské univerzity „Warszawianka” a také modelky Kamila „Luxuria Astaroth” Smogulecka spolu s Aleksandrou Ciupou. V únoru měl premiéru videoklip anglické verze.

### Přijetí
Oficiální videoklip k písni měl na stránkách YouTube za méně než 3 týdny ode dne vydání asi 15 milionů zhlédnutí. Kompozice dosáhla na 2. místo v polském žebříčku AirPlay. Fráze „My Słowianie“ zaznamenala na stránkách Google 1. místo v wžebříčku hledanosti v kategorii Polská hudba na konci roku 2013.

### Eurovision Song Contest 2014

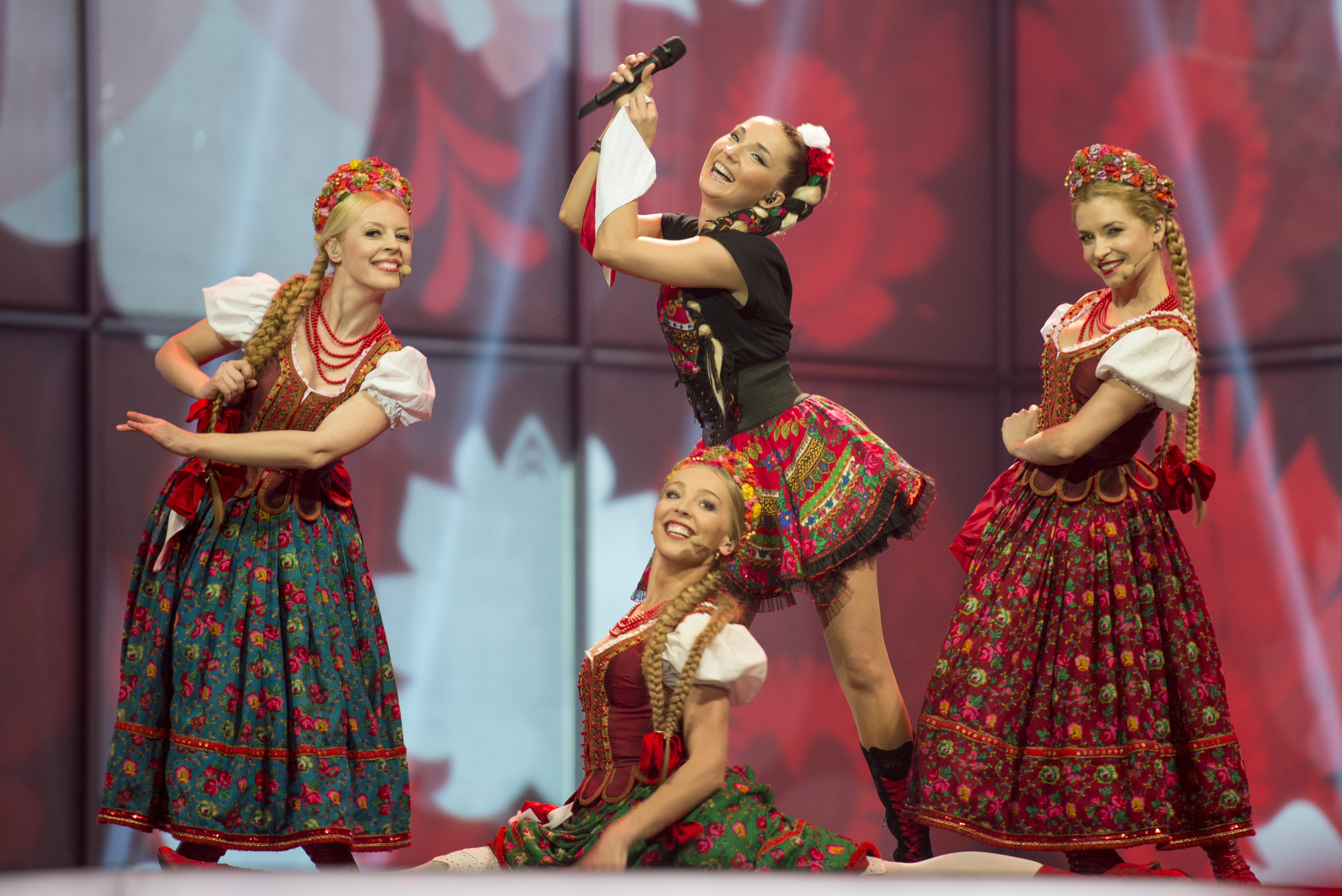
Donatan & Cleo se skladbu „My Słowianie - We Are Slavic“

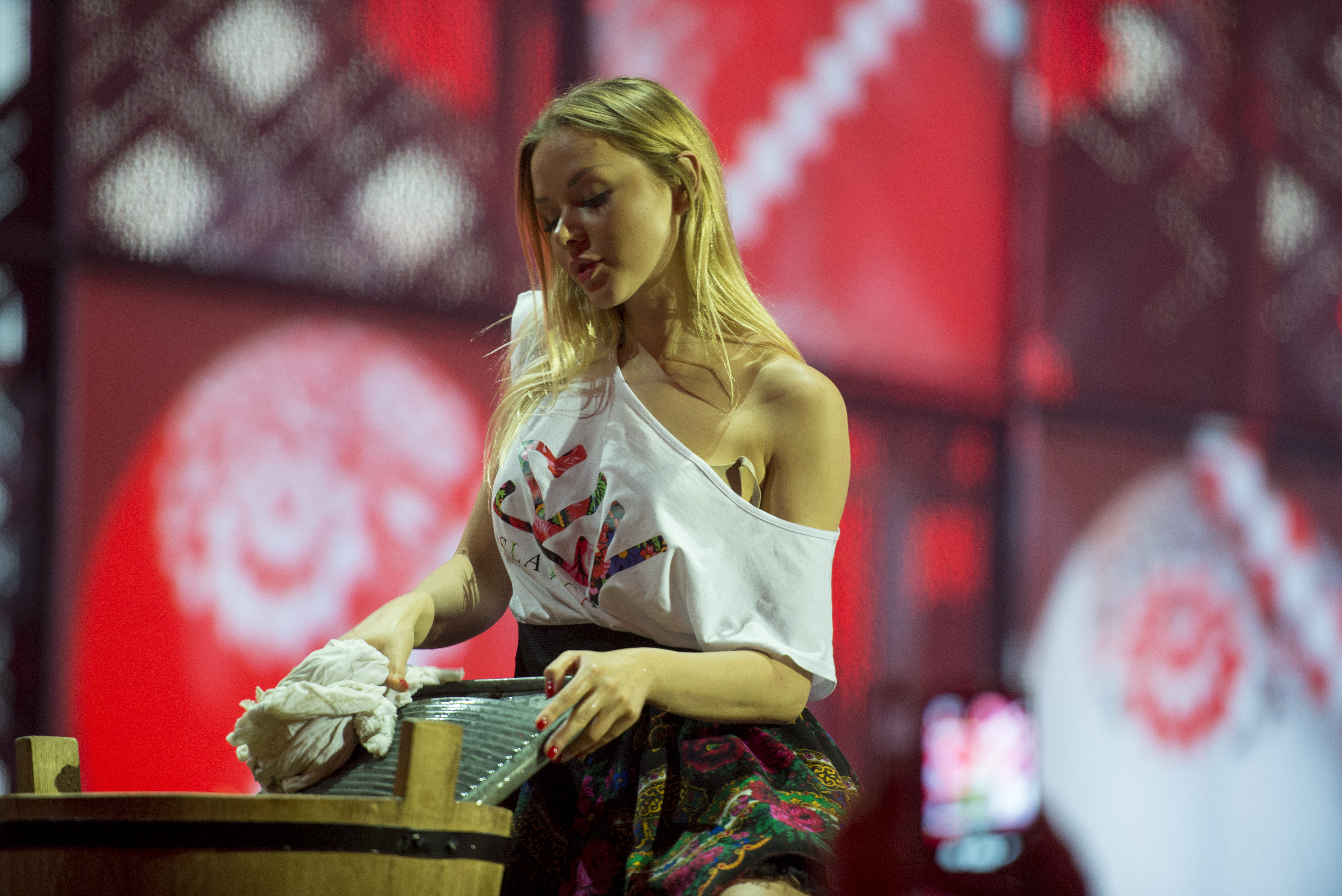
Modelka Aleksandra Ciupa na pódiu Eurovision Song Contest 2014

Na konci února 2014 Telewizja Polska oficiálně potvrdila, že píseň bude reprezentovat Polsko na Eurovision Song Contest 2014. Píseň byla představena v druhém semifinále soutěže a kvalifikovala do finále z osmého místa. Během finále, které se konalo 10. května, píseň získala celkem 62 bodů a nakonec se umístila na 14. místě v konkurenci 26 interpretů. Výsledek vyvolal polemiku v zemi kvůli velkému rozdílu mezi hlasujícími diváky a národními porotami. Po sečtení diváckých hlasů se Polsko nacházelo na 5. místě (zvítězilo ve Velké Británii, Irsku, Norsku a Ukrajině). Pokud by se braly v úvahu pouze hlasy poroty, píseň byl skončila na 23. místě.
Během vystoupení zpěvačku doprvázely tři tanečníci z folklorního souboru „Mazowsze”: Alesia Turonak, Sylwia Klan a Anna Łapińska a dvě modelky: Aleksandra Ciupa a Paulina Tumala. Jejich choreografii popsal Torbjörna Eka, novinář švédského deníku Aftonbladet, jako sexistické, což Cleo sama popřela.

## Seznam skladeb
CD Maxi-Singl
1. „My Słowianie” – 3:10
2. „Slavic Girls” – 3:10
3. „My Słowianie” – We Are Slavic„ (Eurovision Mix) – 2:57
4. „Slavic Girls” (Jaro Dubstep Remix) – 2:58
5. „Slavic Girls” (Teka Trap Remix) – 3:12

## Umístění v žebříčcích
| Země   | Žebříček                                        | Nejvyšší umístění |
| ------ | ----------------------------------------------- | ----------------- |
| Polsko | AirPlay – Top                                   | 2                 |
| Polsko | AirPlay – Nowości                               | 2                 |
| Polsko | AirPlay – Największe skoki                      | 5                 |
| Polsko | AirPlay – TV                                    | 1                 |
| Polsko | Top – Dyskoteki                                 | 6                 |
| Polsko | Lista Przebojów Radia ESKA                      | 1                 |
| Polsko | RMF FM – POPLista                               | 1                 |
| Polsko | RMF MAXXX – Hop Bęc                             | 1                 |
| Polsko | Lista Przebojów Radia Bielsko                   | 1                 |
| Polsko | Lista Przebojów Top 15 Wietrznego Radia         | 2                 |
| Polsko | Lista Przebojów Polskiego Radia Pomorza i Kujaw | 2                 |
| Polsko | Szczecińska Lista Przebojów Polskiego Radia     | 2                 |